# Maribel Domínguez
Maribel Domínguez Castelan (Mexico-Stad, 18 november 1978) is een Mexicaans voetbalster. De aanvalster geldt als een van beste vrouwelijke voetballers ter wereld en ze wordt door haar doeltreffendheid ook wel Marigol genoemd.

## Clubvoetbal
Sinds januari 2007 staat Maribel Domínguez onder contract bij Euromat-L'Estartit uit het Spaanse Girona. Domínguez speelde eerder in de Amerikaanse profcompetitie bij Kansas City Mystics en Atlanta Beat. In januari 2005 werd ze gecontracteerd door FC Barcelona. Voor haar komst stond het elftal op een degradatieplaats, maar met Domínguez erbij wist het vrouwenelftal van Barça op de negende plaats te eindigen in de Superliga Femenina. In haar tweede seizoen bij FC Barcelona was ze minder succesvol en in de zomer van 2006 werd haar aflopende contract niet verlengd. Domínguez stond in augustus 2006 in de belangstelling van Atlético de Madrid Féminas, maar uiteindelijk zag de Madrileense club af van het contracteren van de Mexicaanse. In januari 2007 tekende Domínguez bij Euromat-L'Estartit, destijds koploper in de Primera Nacional, de tweede divisie van het Spaanse vrouwenvoetbal.

## Nationaal elftal
Op de Olympische Zomerspelen van 2004 in Athene was Domínguez captain van het Mexicaans elftal.

## Bijna eerste vrouw in mannenvoetbal
In december 2004 haalde Domínguez wereldnieuws toen Atlético Celaya, dat destijds uitkwam in de Primera División de México, haar contracteerde. Volgens Celaya stond niets een debuut van Domínguez in de Primera División in de weg aangezien de statuten van de Mexicaanse voetbalbond nergens specificeren van welk geslacht spelers moeten zijn. Van een publicitaire stunt wilde Domínguez niets weten en gaf aan dat zij en Atlético Celaya serieus waren. Uit de medische keuring bleek dat Domínguez een vrouw is die geschikt is om dit niveau uit te komen. Uiteindelijk verbood de wereldvoetbalbond FIFA dat Domínguez uit zou komen voor het mannenteam van Atlético Celaya aangezien er volgens de FIFA sprake moet zijn van scheiding der seksen in alle nationale en internationale professionele competities en ook in continentale competities en de Olympische Spelen. Volgens dezelfde regel had de FIFA eerder al het contracteren van de Duitse international Birgit Prinz door AC Perugia in 2004 verboden.